# Chorenta espiritosantensis
Chorenta espiritosantensis là một loài bọ cánh cứng trong họ Cerambycidae.